# أولا أندرسون
أولا أندرسون (بالسويدية: Ola Andersson) هو لاعب كرة قدم سويدي في مركز الوسط، ولد في 1 يوليو 1966 في Åkersberga ‏ في السويد. شارك مع منتخب السويد لكرة القدم. أما مع النوادي، فقد لعب مع أيك سولنا ونادي برومابويكارنا ونادي فاسالوندس.